# Melanchra flavisignata
Melanchra flavisignata là một loài bướm đêm trong họ Noctuidae.